# Strzelno
Strzelno è un comune urbano-rurale polacco del distretto di Mogilno, nel voivodato della Cuiavia-Pomerania.
Ricopre una superficie di 185,28 km² e nel 2004 contava 12 298 abitanti.